# Airbus A220
Dimensions
L'Airbus A220, initialement Bombardier CSeries, est un avion de ligne civil à 5 sièges de front conçu par l'avionneur canadien Bombardier Aéronautique et produit par Airbus depuis 2012.
Entré en service commercial le 15 juillet 2016, la série comporte deux modèles : le BD-500-1A10 (CS100) de 110 places et le BD-500-1A11 (CS300) de 135 places. Le but originel de Bombardier était d'élargir sa gamme de jets régionaux CRJ aux appareils de plus de 100 places afin de concurrencer les plus petits modèles de Boeing et d'Airbus.
Le premier vol du CS100 a lieu le 16 septembre 2013 à l'aéroport international Montréal-Mirabel et celui du CS300 le 27 février 2015 au même endroit.
D’importantes difficultés financières et de commercialisation amènent l'avionneur canadien à se rapprocher d’Airbus, qui acquiert une participation majoritaire de 50,01 % dans le CSeries en 2017 ; par suite de cette prise de contrôle par l’entreprise européenne, les désignations commerciales CS100 et CS300 deviennent A220-100 et A220-300 le 10 juillet 2018.
Le 29 juin 2016, la compagnie Swiss est le premier client mondial à recevoir l'A220, qu'elle met en service le 15 juillet 2016. En Amérique du Nord, Delta Air Lines est le premier client à le recevoir, plus de deux ans après Swiss, le 26 octobre 2018.

## Histoire

### Projet préliminaire
Bombardier planifiait un nouvel appareil de 85 à 120 sièges pour les CRJ. Il s'agissait du projet BRJ-X qui a été abandonné au profit du CRJ900, un allongement à 90 places du modèle précédent, et le CRJ-1000 de 100 places a été annoncé le 18 février 2006, toujours dérivé du même modèle de base. Le projet BRJ-X renaît sous le nom de projet de CSeries (série C) en juillet 2004, une toute nouvelle famille de jets de 110 à 149 passagers. Avec ce nouvel appareil, Bombardier entrerait dans un nouveau créneau de vente, soit celui occupé par Boeing et Airbus.
La compagnie espérait introduire ce nouveau produit en 2010 et a donc commencé à sonder le marché pour des clients potentiels en mars 2005. En mai 2005, Bombardier obtenait un accord de financement par les gouvernements du Québec, du Canada et du Royaume-Uni pour ce projet. Les pièces seraient produites chez Canadair de Montréal et Short Brothers de Belfast. Le lieu de l'assemblage final n'était pas encore déterminé mais la compagnie avait déjà des installations de ce type près de l'aéroport international Montréal-Mirabel, au nord de Montréal, rendant ce lieu le plus probable.

### Grandes lignes
Après des années de suspense et d'hésitation, Bombardier a annoncé le 13 juillet 2008, au Salon aéronautique de Farnborough, que les avions de la CSeries verraient le jour et que l'assemblage final des appareils se ferait à Mirabel au Québec, le fuselage de l'appareil serait construit en Chine, tandis que ses installations de Belfast, en Irlande du Nord, se chargeraient des ailes. L'usine Canadair de Bombardier de l'arrondissement Saint-Laurent, à Montréal, construirait le fuselage arrière et le poste de pilotage.
L’entrée en service était prévue en 2013. La valeur approximative de chaque avion serait de 46,7 millions de dollars US. L'investissement total serait de 2,6 milliards de dollars canadiens dans la mise au point, dont un tiers proviendrait de Bombardier, un tiers des fournisseurs et un tiers des gouvernements dont1,3 milliard du gouvernement du Quebec. Les retombées prévues au Québec étaient de 1000 emplois de là à 2013 et 3 500 au maximum lors de la production vers 2017.

### Premières commandes et prototype
Lufthansa a signé en juillet 2008 une lettre d’intérêt prévoyant jusqu’à soixante avions, incluant trente options. L'annonce de la signature de la première commande ferme a été faite le 11 mars 2009. Le transporteur allemand Lufthansa y commande trente avions et prend des options sur trente autres appareils, comme dans la lettre d'intention. La filiale de Lufthansa, SWISS, exploitera ces avions. L'entente est d'une valeur de près de deux milliards de dollars US. Bombardier Aéronautique a également annoncé l'adoption de nouvelles désignations de modèles pour cette gamme d'avions : l'appareil de 110 places, connu antérieurement sous le nom de C100 devient le CS100 et l'appareil de 130 places devient le CS300.

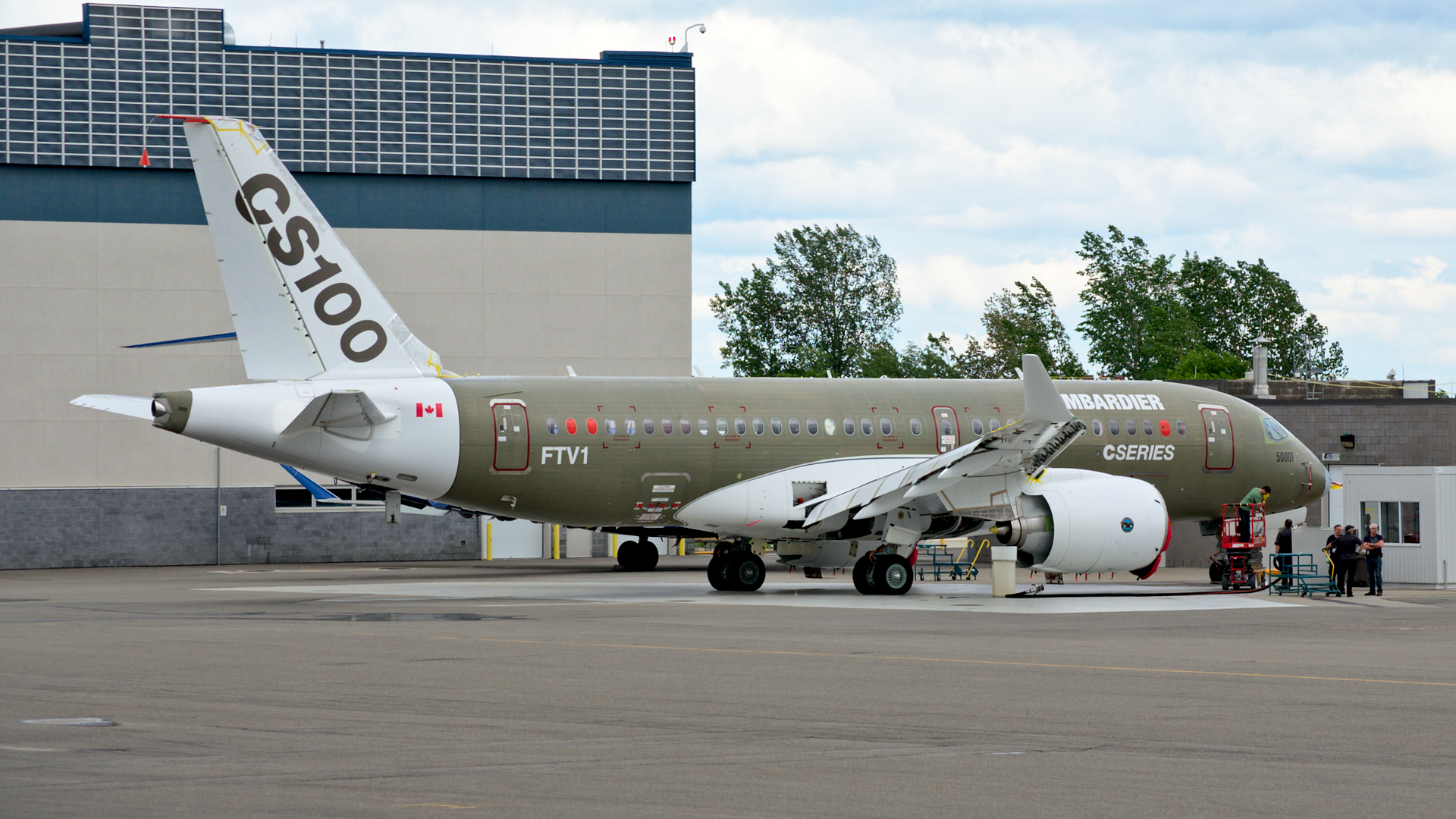
Le véhicule d'essai en vol de la CSeries CS100 (FTV1) hors de l'usine en juin 2013.

Le 24 août 2009, la première section de fuselage fabriquée en Chine est arrivée à l'usine Canadair de Saint-Laurent. Elle permettra de tester la résistance des nouveaux matériaux qui seront utilisés dans la construction de l'appareil, dont l'aluminium-lithium (en), produit par Constellium, qui sera utilisé pour le fuselage central. Cet alliage est à la fois plus léger et plus résistant que l'aluminium traditionnellement utilisé. Pour tester sa rigidité, Bombardier simulera l'équivalent de 180 000 vols, trois fois la vie normale d'un appareil. Le 15 septembre 2009, Bombardier Aéronautique lance les travaux de construction de ses nouvelles installations pour ses avions CSeries à Mirabel.
En février 2010, la société nord-américaine Republic Airways Holdings a décidé d'acquérir quarante CSeries. Cela a porté à 90 le nombre de commandes fermes, avec autant en option.
En juin 2011, juste avant et durant le Salon du Bourget, Bombardier a annoncé la vente de plusieurs appareils de la CSeries. D'abord le 2 juin, l'achat de dix appareils et dix options par la compagnie suédoise Braathens Aviation fut annoncé, une commande d'environ 665 millions de dollars US. Puis le 7 juin, ce fut l'acquisition de trois avions CS100 et la signature de trois options supplémentaires par une société qui a voulu garder l'anonymat. Le 20 juin, ce fut une commande de dix avions CS100 avec 6 options supplémentaires pour un autre transporteur qui a voulu garder l'anonymat, ce dernier sera le premier à recevoir le nouvel appareil parmi tous les acheteurs. On apprendra le 4 juin 2013, qu'il s'agit de Gulf Air. Le 21 juin, Korean Air signa une lettre d'intention d'achat pour dix avions CS 300 avec dix options et dix droits d'achat supplémentaire, toujours pour des CS300. Cette lettre d'intention a été transformée en commande ferme le 29 juillet. Le 24 juin, une autre commande de dixCS100, par un client qui a désiré garder l'anonymat, fut annoncée. Finalement, le 15 novembre, le transporteur turc Atlasjet Airlines a signé une lettre d'intention portant sur dix appareils CS300 ainsi que sur cinq options supplémentaires.
En 2012, le 19 janvier la société aérienne suisse PrivatAir a commandé cinq appareils CS100 ainsi que cinq options. Le 8 juillet, à la veille du salon aéronautique de Farnborough, Bombardier annonça une lettre d'intention d'achat conditionnelle provenant d'un client qui a voulu garder l'anonymat portant sur cinq appareils CS100, dix CS300 accompagnée de quinze options. Le 10 juillet, le transporteur letton AirBaltic a signé une lettre d'intention sur l'achat de dix appareils CS300 assortie de dix options supplémentaires. Cette lettre d'intention est transformée en commande ferme le 21 décembre.
Le 17 février 2016, Air Canada a annoncé la signature d'une lettre d'entente portant sur 45 commandes fermes de CS300 et 30 options, certaines commandes pourraient être converties en appareils CS100 de plus petite taille. Les livraisons doivent débuter à la fin de 2019 et s'échelonner jusqu'en 2022. Les appareils remplaceront une partie des 45 avions E190 d'Embraer du parc aérien actuel et permettront à Air Canada d'accroître son réseau. La commande est la plus importante jusqu'ici pour la CSeries. C'est aussi la troisième d'une compagnie aérienne d'envergure (après SWISS et Korean Air) et la première d'un transporteur nord-américain majeur.
Le 28 avril 2016, Delta annonce une commande ferme de 75 appareils CS100, assortie d'une option pour 50 de plus, dans le cadre de ce qui est la plus importante commande pour Bombardier à cette date.
À la suite de la prise de participation majoritaire d'Airbus en octobre 2017, l'appareil de 110 places, connu antérieurement sous le nom de CS100, devient l'Airbus A220-100 et l'appareil de 130 places CS300 devient l'Airbus A220-300.
Le 30 juillet 2019, Air France passe une commande ferme de 60 A220-300, avec une option pour 30 appareils de plus, afin de remplacer les A318 et A319. Elle fait part à plusieurs reprises de son intention d'acheter des A220-500 si le projet est concrétisé .

### Vol inaugural et essais
Le 15 octobre 2012, Bombardier annonce que l'assemblage final a commencé. Le premier véhicule d’essai s'appelle FTV1. Finalement, le 19 décembre, un client provenant des Amériques, qui a souhaité gardé l'anonymat, a signé une lettre d'intention pour douze appareils CS100 accompagnée de douze options supplémentaires. Le 10 mai 2013, ce client se révéla être Porter Airlines qui convertit sa lettre d'intention en une commande conditionnelle.
Le vol inaugural du premier appareil, qui devait avoir lieu à la fin juin 2013, a été reporté deux fois. Le 16 août, le premier essai de roulement au sol a été exécuté et Bombardier a promis à cette occasion de tenir le premier vol quelques semaines plus tard. Promesse tenue puisque le premier vol du CS100 a finalement eu lieu le lundi 16 septembre 2013 à l'aéroport international Montréal-Mirabel. Quant à la version CS300, le vol inaugural s'est déroulé le 27 février 2015.

Vol inaugural de la CSeries CS100 FTV-1
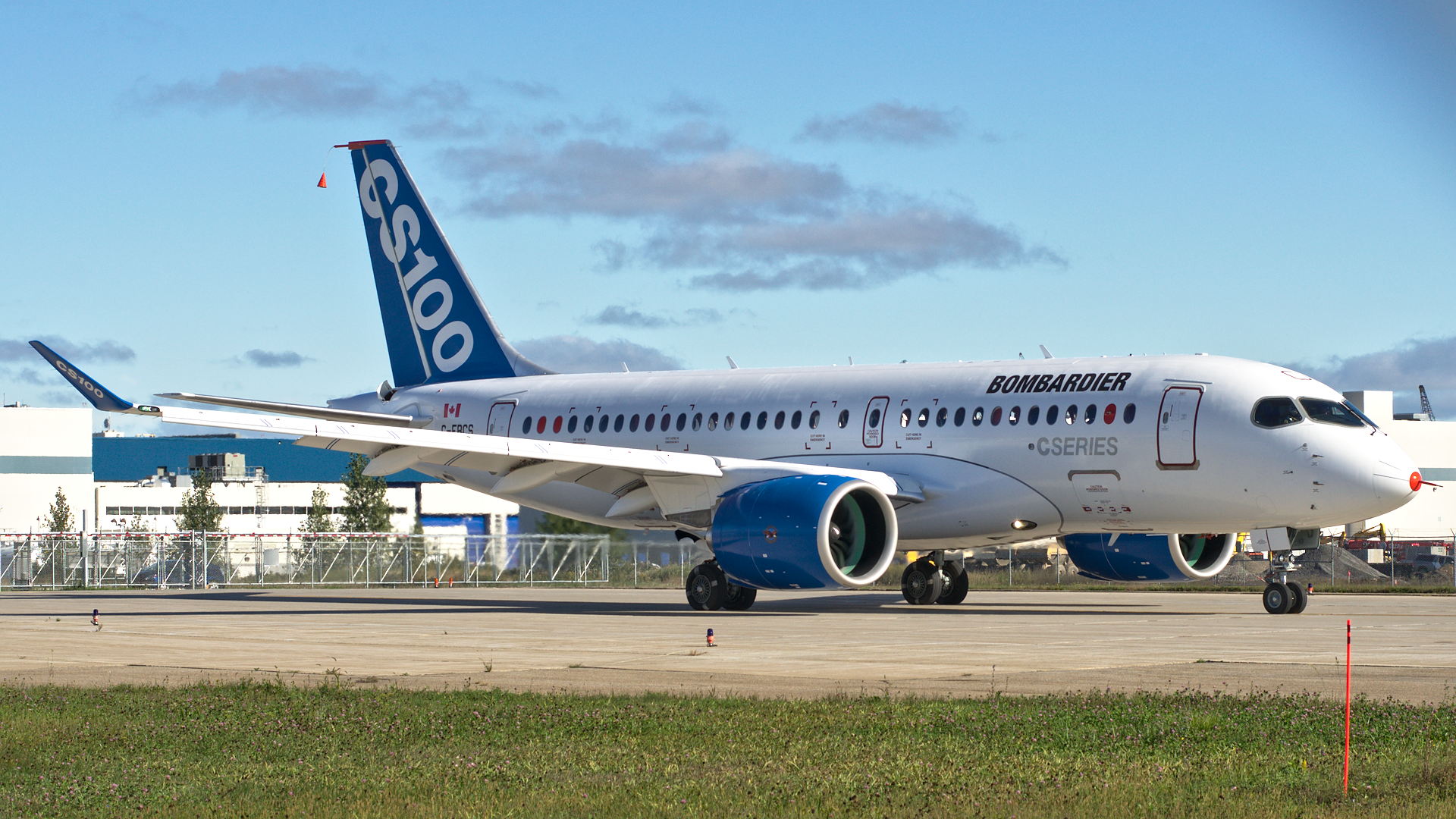
CS100 FTV-1 au roulage pour le décollage.
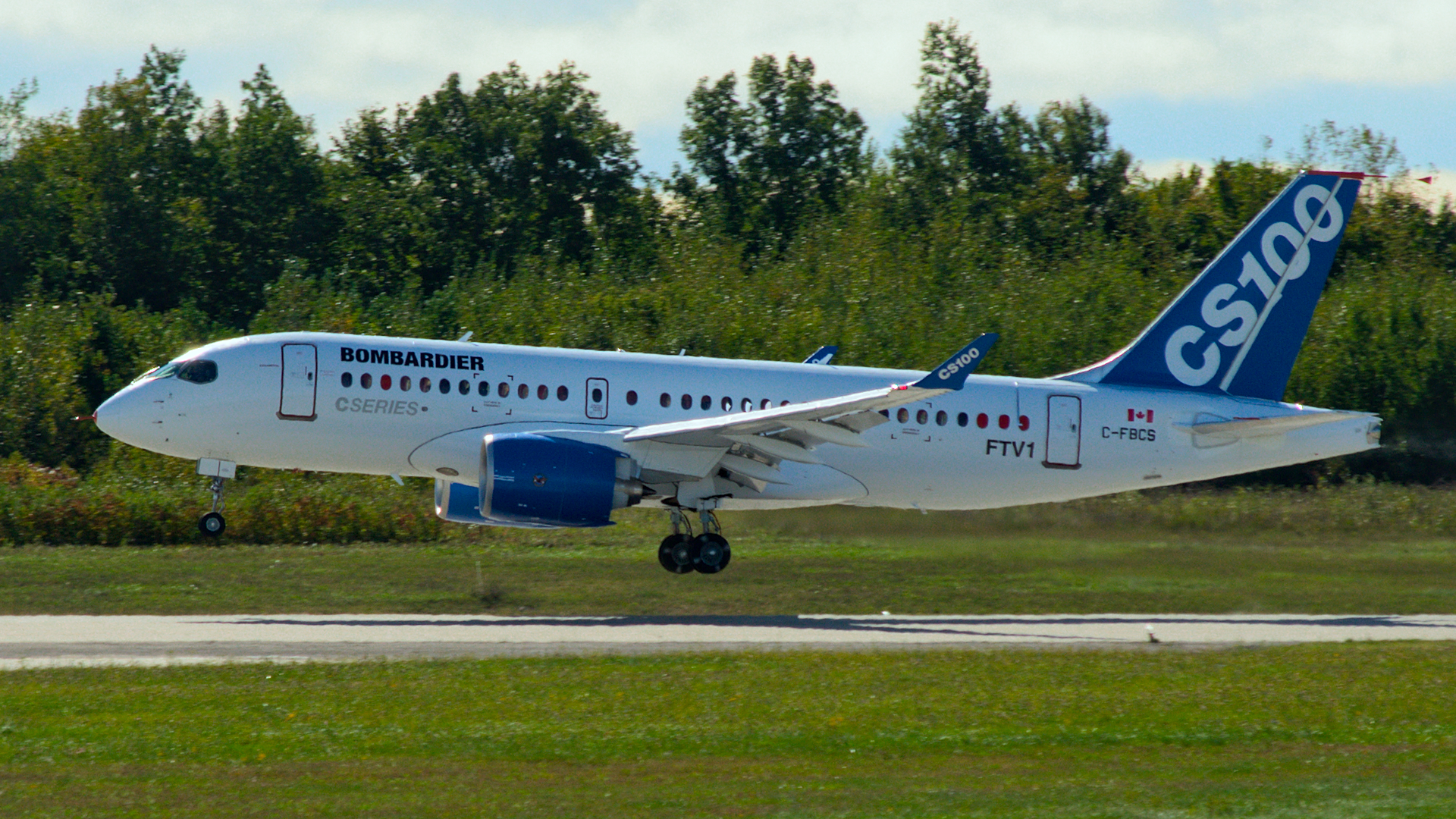
CS100 FTV-1 Décolle pour son premier vol.
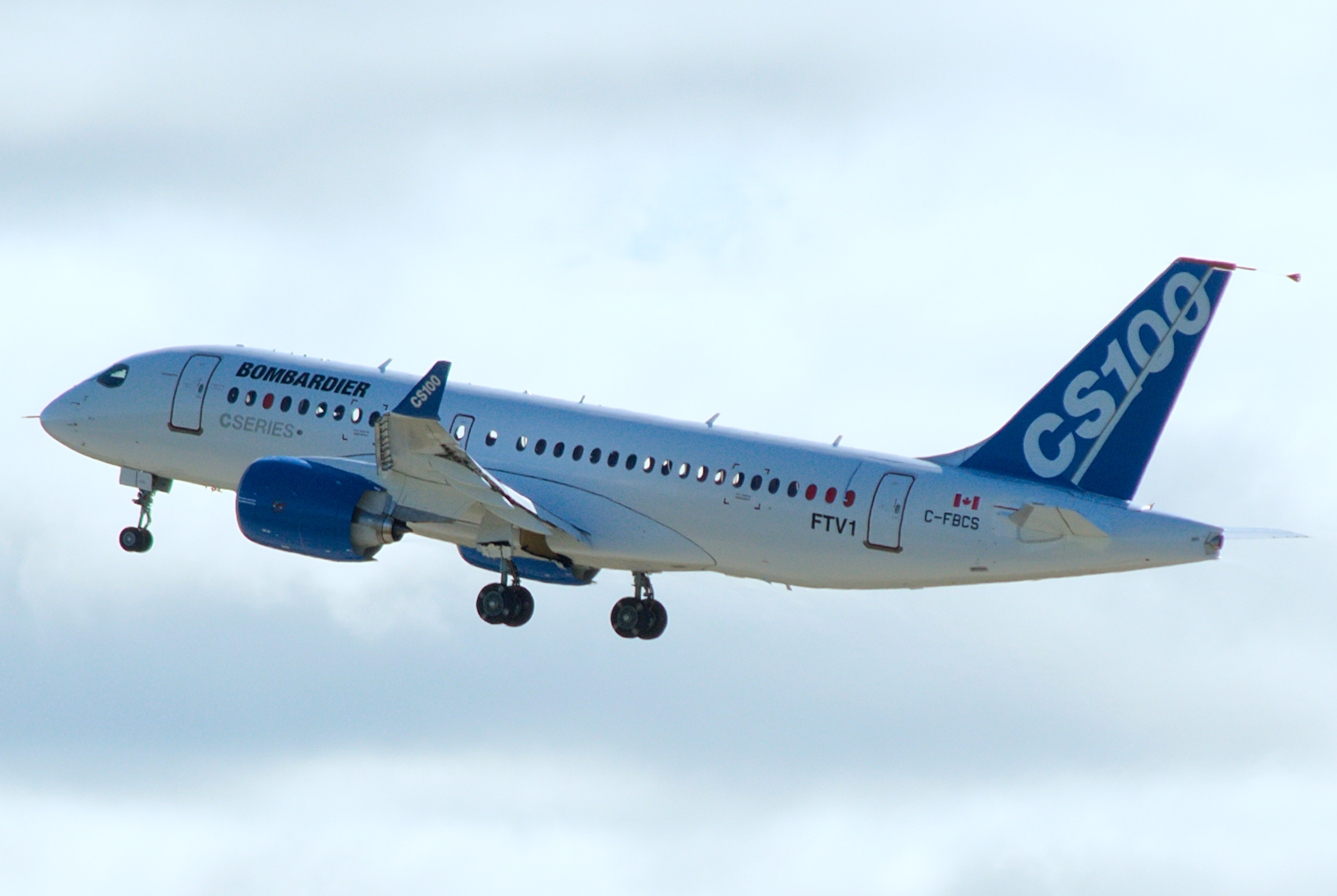
CS100 FTV-1 en montée initiale lors du premier vol.
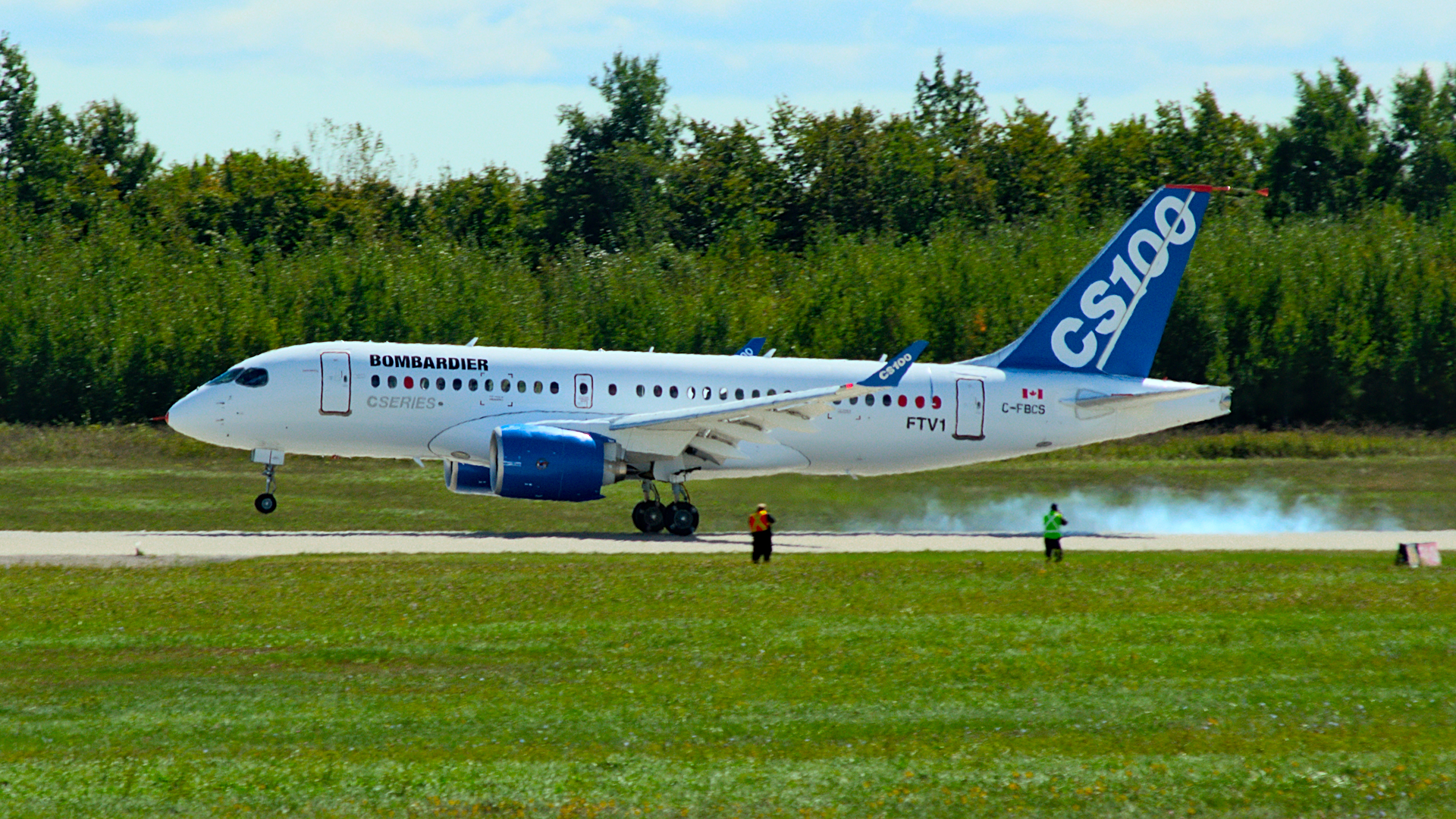
CS100 FTV-1 à l'atterrissage pour terminer le premier vol.
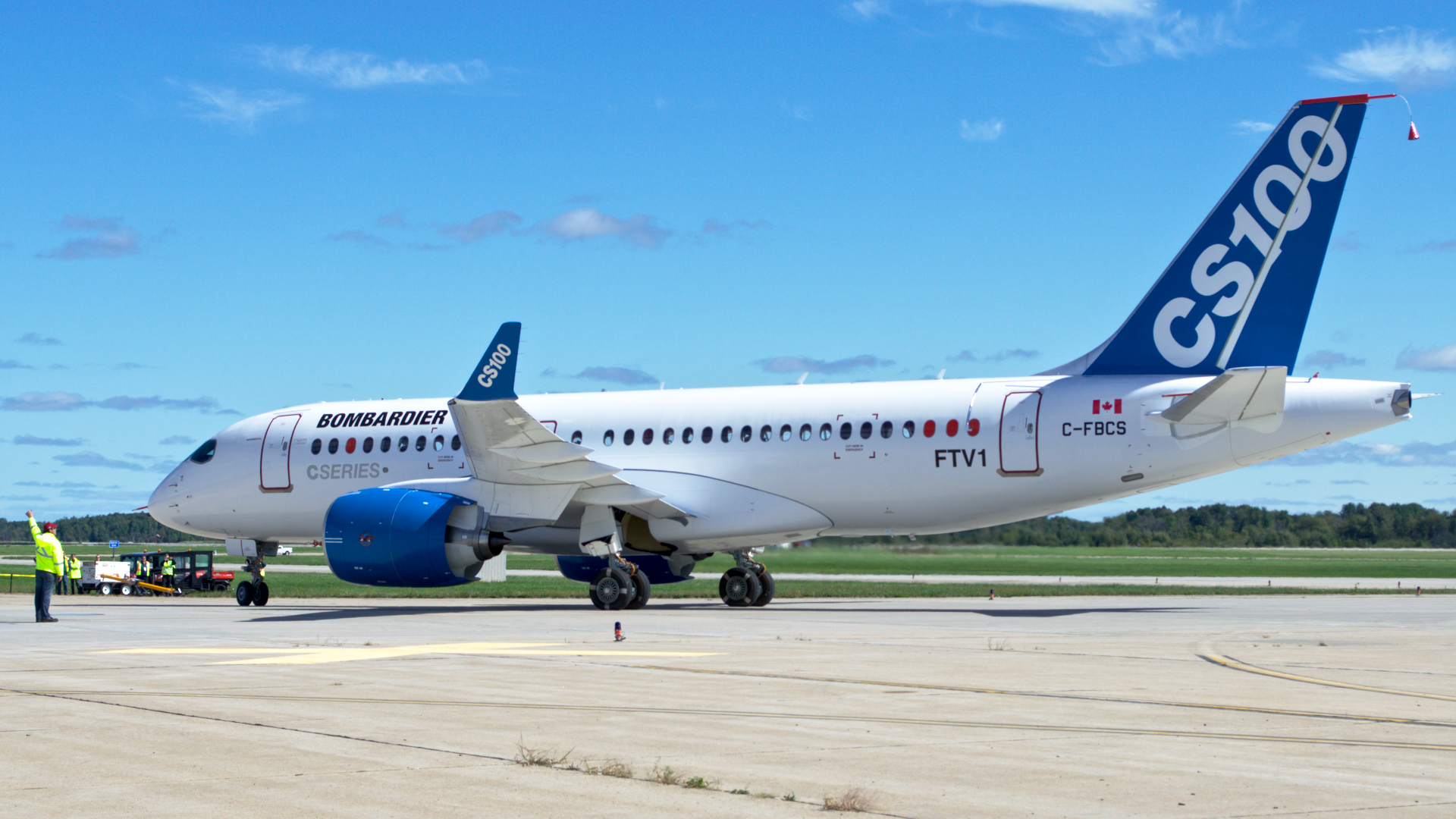
CS100 FTV-1 Stationné après le premier vol.
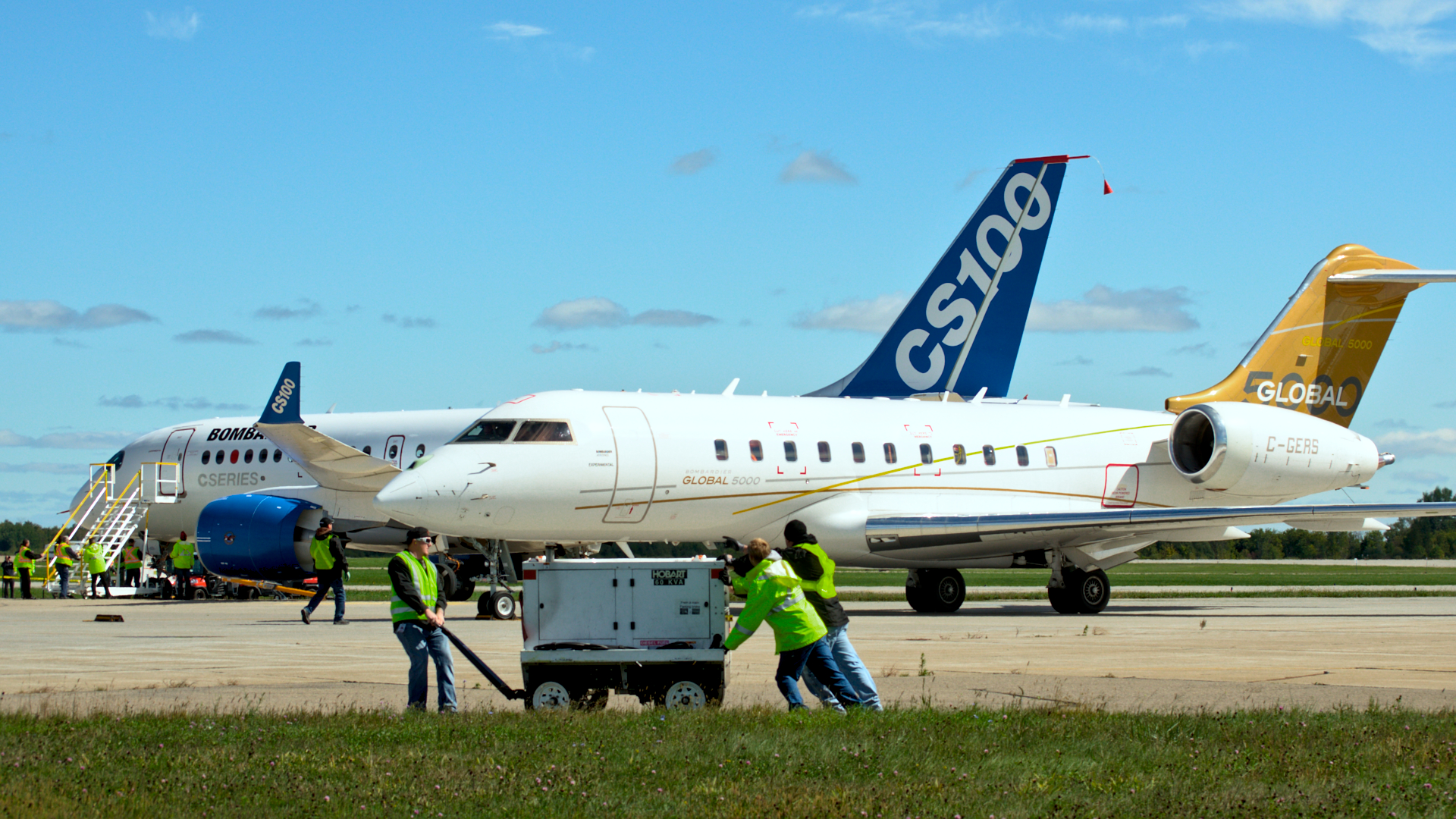
CS100 FTV-1 et l'avion de poursuite.
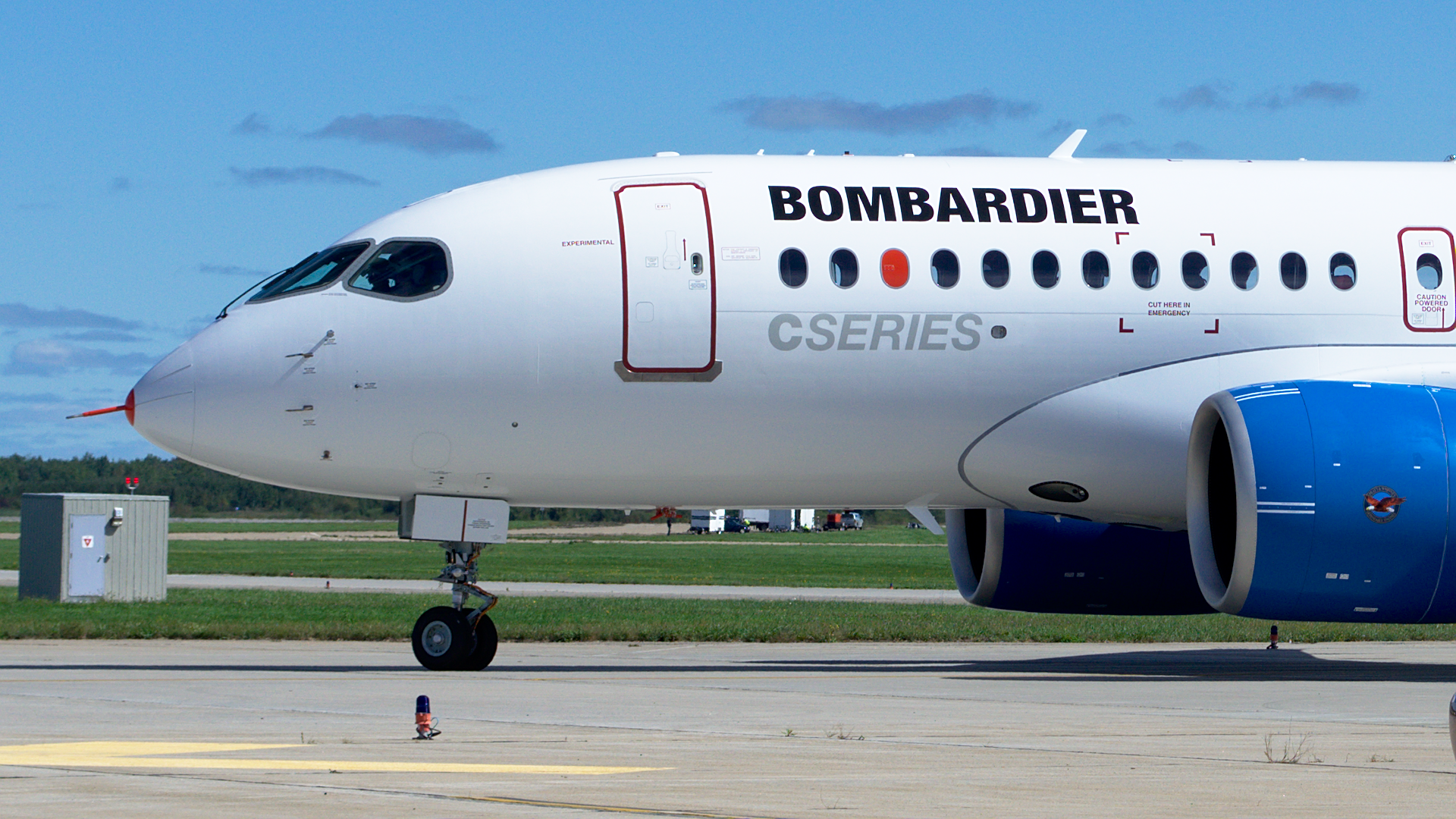
CS100 FTV-1 de retour de son vol.
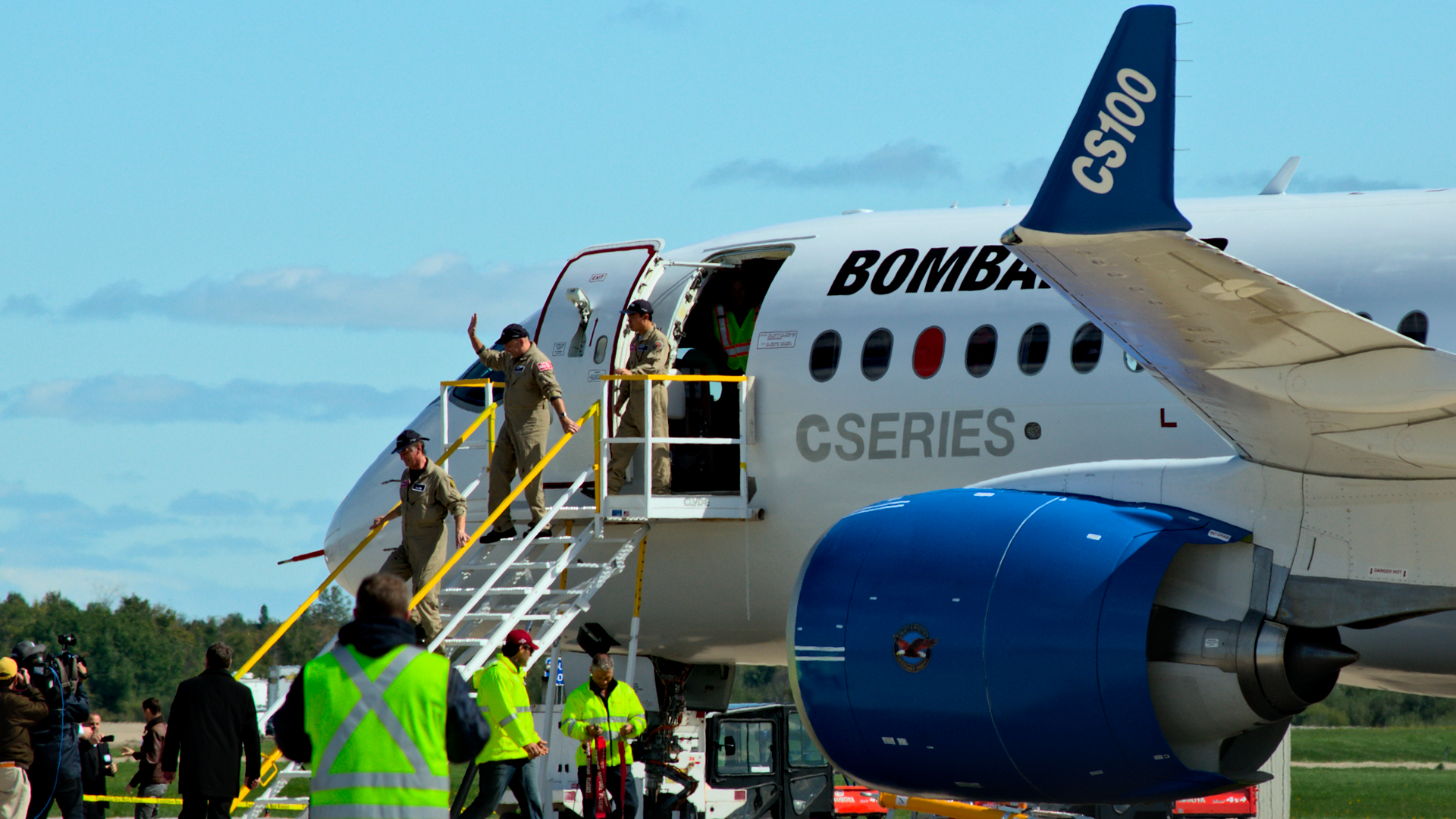
Les pilotes d'essai quittent l'appareil à la suite du premier vol.

Le 18 décembre 2015 après 3 000 heures de vol d'essais, le CS100 a reçu sa certification de type des mains de l'autorité canadienne Transports Canada. La certification par la FAA et l'AESA est annoncée le 16 juin 2016, ouvrant la voie aux premières livraisons.

### Problèmes financiers
Le coût du programme de développement de la CSeries a dépassé l'estimation initiale. Les essais se sont prolongés et les commandes ont tardé à se concrétiser face à la concurrence tenace des deux géants Boeing et Airbus. Pour sauver le programme, le gouvernement du Québec a annoncé un investissement de 1,3 milliard de dollars canadiens (1 milliard $US) le 29 octobre 2015, en échange d'une participation de 49,5 % dans ce programme, après une perte de 4,6 milliards de dollars $US au troisième trimestre 2015 chez Bombardier.
Le 26 septembre 2017, le département du Commerce des États-Unis (DOC) imposa des droits compensatoires préliminaires de près de 220 % aux appareils CSeries à la suite d'une requête de l'avionneur Boeing, bien que ce dernier n'ait pas d'appareil dans ce créneau, ni même soumissionné pour la vente de tels appareils à Delta Air Lines, profitant de la ferveur protectionniste créée par le président Donald Trump pour se défaire d'un compétiteur potentiel.
Le 16 octobre 2017, Airbus annonça l'acquisition d'une majorité des parts de la Série-C de Bombardier. Airbus détiendra 50,01 % du programme tandis que Bombardier et le gouvernement du Québec auront respectivement environ 31 % et 19 %. L'entente prévoit une garantie pour le maintien au Québec du siège social de la CSeries, jusque-là détenue conjointement par Québec et Bombardier, ainsi que de l'assemblage final réalisé à Mirabel. Une deuxième ligne d'assemblage final serait mise sur pied à Mobile, en Alabama, USA, afin de fournir les clients américains, permettant ainsi d'éviter les droits compensatoires et antidumping que souhaite imposer le gouvernement américain sur le programme.
Le 26 janvier 2018, la Commission du commerce international des États-Unis a unanimement déclaré illégaux les droits compensatoires et antidumping de 292 % que le ministère du Commerce souhaitait imposer. Par ce jugement et son association avec Airbus, les commandes ont pu reprendre et le 28 mai 2018, Bombardier annonçait qu'AirBaltic avait acheté 30 avions CS300, et pris 30 options, au prix catalogue de 2,9 milliards de dollars US.

## Acquisition par Airbus
Le 13 février 2020, Bombardier vend la famille CSeries à Airbus pour la somme de 591 millions dollars canadiens. Dès lors, Airbus détient 75 % de la compagnie et le gouvernement du Québec en détient 25 %. Cette vente libère Bombardier de ses dettes vis à vis de Boeing. Consolidé, le programme retrouve le succès.
Fin 2021, il est envisagé le lancement d'une nouvelle version allongée (-500) d'environ 180 passagers proche de l'A320neo. Bombardier avait déjà prévu le coût de faire un avion similaire. L’avion devait s’appeler CS500, 165 places serait le total pour le modèle -500. Une différence de 15 places entre Bombardier et Airbus.

## Commandes et livraisons
Le 29 juin 2016, Bombardier livre le premier CS100 à la compagnie de lancement SWISS après un convoyage depuis le Canada. Il est entré en service le 15 juillet entre l'aéroport international de Zurich et Paris Charles de Gaulle puis vers d'autres destinations européennes.
Commandes et livraisons par année,
| Type     | Commandes fermes | 2016 | 2017 | 2018 | 2019 | 2020 | 2021 | 2022 | 2023 | 2024 | 2025* | Total livrés | Reste à livrer |
| -------- | ---------------- | ---- | ---- | ---- | ---- | ---- | ---- | ---- | ---- | ---- | ----- | ------------ | -------------- |
| A220-100 | 98               | 5    | 3    | 4    | 25   | 10   | 3    | 6    | 3    | 10   | 2     | 71           | 27             |
| A220-300 | 806              | 2    | 14   | 29   | 23   | 28   | 47   | 47   | 65   | 65   | 22    | 342          | 464            |
| Total    | 904              | 7    | 17   | 33   | 48   | 38   | 50   | 53   | 68   | 75   | 24    | 413          | 491            |

*au 30.04.2025
| Compagnies aériennes            | A220-100 | A220-300 |
| ------------------------------- | -------- | -------- |
| Air Austral                     | —        | 3        |
| Air Baltic                      | —        | 90       |
| Air Canada                      | —        | 65       |
| Air France                      | —        | 60       |
| Air Niugini                     | 6        | —        |
| Air Tanzania                    | —        | 4        |
| Air Vanuatu                     | 2        | 1        |
| Breeze Airways                  | —        | 90       |
| Delta Airlines                  | 45       | 100      |
| Egyptair                        | —        | 12       |
| Ibom Air                        | —        | 10       |
| Iraqi Airways                   | —        | 5        |
| ITA Airways                     | 7        | —        |
| JetBlue Airways                 | —        | 100      |
| Korean Air                      | —        | 10       |
| Lufthansa                       | —        | 40       |
| Odyssey Airlines                | 10       | —        |
| Qantas Airways                  | —        | 29       |
| Swiss International Air Lines   | 9        | 21       |
| Loueurs d'avions                | A220-100 | A220-300 |
| Air Lease Corporation           | 9        | 67       |
| Aviation Capital Group          | —        | 20       |
| Azorra Aviation                 | —        | 22       |
| Carlyle Aviation Partners       | —        | 1        |
| Griffin Global Asset Management | —        | 6        |
| GTLK                            | —        | 6        |
| Macquarie AirFinance            | —        | 26       |
| Nordic Aviation Capital         | —        | 8        |
| Divers                          | A220-100 | A220-300 |
| Gouvernements et privés         | 8        | 2        |
| Acheteur non dévoilé            | 2        | 8        |
| Total                           | 98       | 806      |

## Caractéristiques
|                                        | A220-100                                               | A220-300                                               |
| -------------------------------------- | ------------------------------------------------------ | ------------------------------------------------------ |
| Passagers                              | 108 (mixte) 120 (standard) 133 (haute densité)         | 130 (mixte) 140 (standard) 160 (haute densité)         |
| Intervalle entre rangées (cm)          | 81 à 91 (mixte) - 81 (standard) - 71 (haute densité)   | 81 à 91 (mixte) - 81 (standard) - 71 (haute densité)   |
| Largeur des sièges (cm)                | 46 et 48 (5 sièges de front) et 53 (4 sièges de front) | 46 et 48 (5 sièges de front) et 53 (4 sièges de front) |
| Équipage                               | 2 (commandant de bord, copilote)                       | 2 (commandant de bord, copilote)                       |
| Longueur (m)                           | 34,9 m                                                 | 38,7 m                                                 |
| Envergure                              | 35,1 m                                                 | 35,1 m                                                 |
| Surface des ailes (net)                | 112,3 m2                                               | 112,3 m2                                               |
| Hauteur                                | 11,5 m                                                 | 11,5 m                                                 |
| Diamètre du fuselage                   | 3,70 m                                                 | 3,70 m                                                 |
| Masse maximale au décollage            | 60 781 kg                                              | 67 585 kg                                              |
| Masse maximale à l'atterrissage        | 50 576 kg                                              | 58 740 kg                                              |
| Volume de fret                         | 23,7 m3                                                | 31,6 m3                                                |
| Distance franchissable                 | 5 741 km                                               | 6 112 km                                               |
| Volume des réservoirs                  | 22 038 l                                               | 21 277 l                                               |
| Vitesse de croisière maximale          | Mach 0,82 (870 km/h)                                   | Mach 0,82 (870 km/h)                                   |
| Vitesse de croisière typique           | Mach 0,78 (828 km/h)                                   | Mach 0,78 (828 km/h)                                   |
| Distance de décollage au poids maximum | 1 463 m                                                | 1 890 m                                                |
| Longueur d'atterrissage                | 1 387 m                                                | 1 509 m                                                |
| Plafond                                | 12 497 m                                               | 12 497 m                                               |
| Moteurs                                | 2 x Pratt & Whitney PW1500G                            | 2 x Pratt & Whitney PW1500G                            |
| Poussée par moteur                     | 103,6 kN                                               | 103,6 kN                                               |

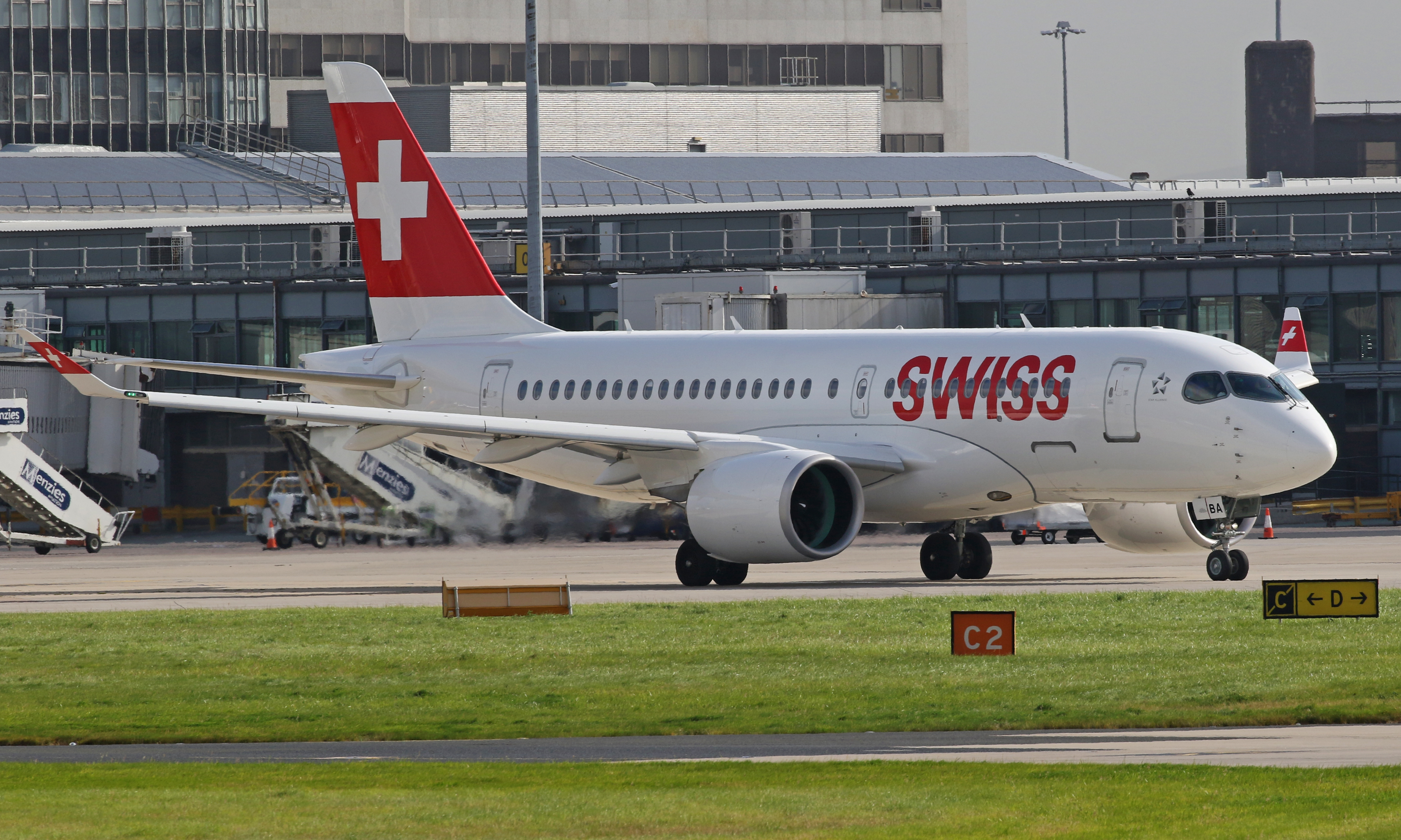
CSeries CS100 (HB-JBA) de SWISS.

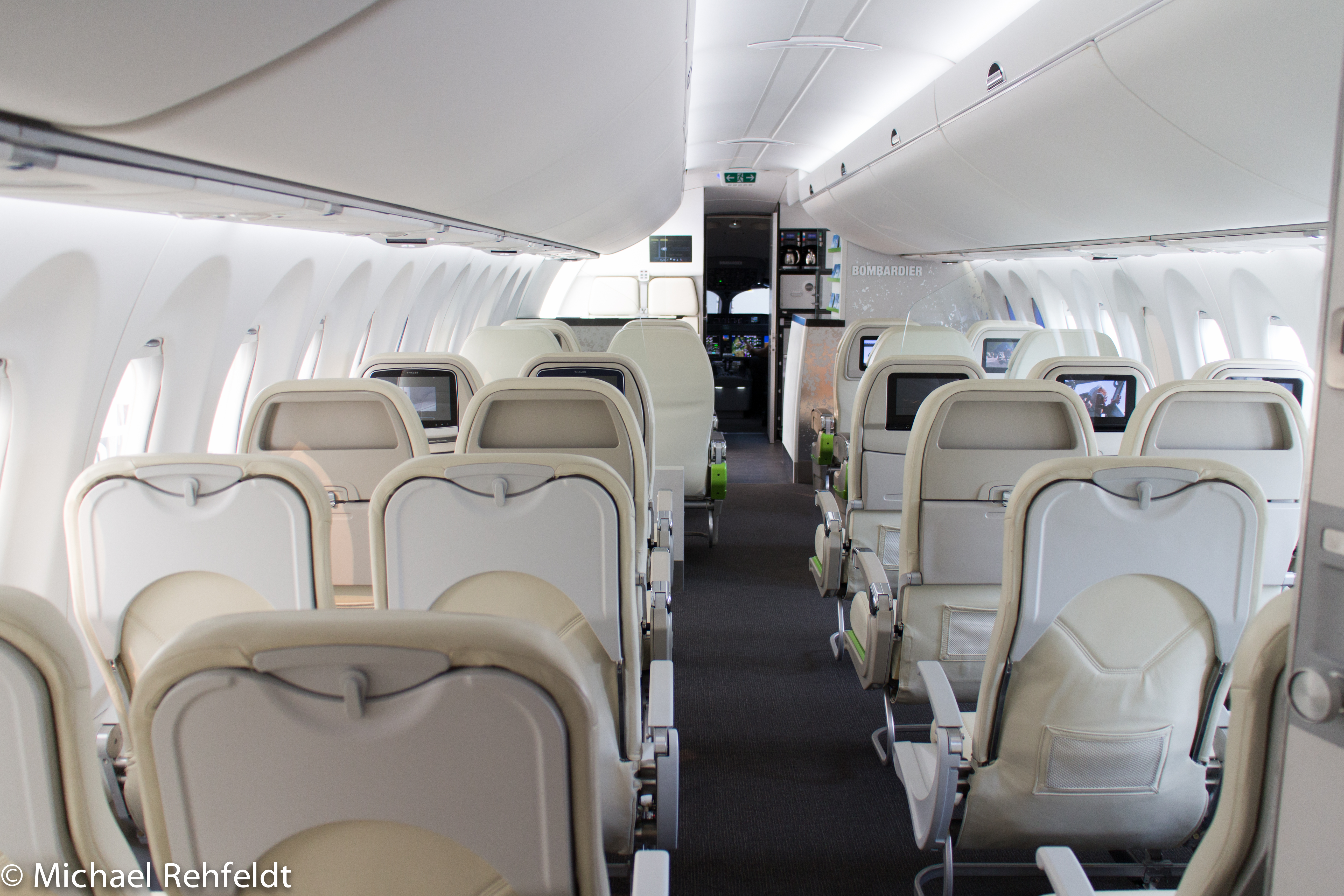
Exemple d'aménagement de cabine.

Selon le site de Bombardier Aéronautique :
Type d'appareil
- Avion moyen courrier avec les réacteurs double-flux sous les ailes principales.

Architecture
- Ailes fixes
- Commande de vol électronique
- Réacteurs double-flux
- Allée centrale simple

Autonomie et consommation de carburant
- Consommation de carburant réduite de 20 % par rapport à la moyenne des appareils de même format en 2009 ;
- 20 % moins de CO2 et 50 % moins de NOx ;
- Autonomie de 1 800 à 2 950 milles marins, soit 3 330 à 5 460 km.

## Principaux fournisseurs
L'appareil CSeries de Bombardier devenu l'A220 est comme un énorme puzzle dont les pièces sont fabriquées dans une dizaine de pays selon les prévisions de 2009 données ici. Le fuselage central est fabriqué par Shenyang Aircraft Corporation à Shenyang en Chine. Le poste de pilotage et l'empennage seront fabriqués par Bombardier à Saint-Laurent. Les ailes sont fabriquées par Bombardier à Belfast. Pratt & Whitney fournit les moteurs et l'assemblage final de l'avion se fait à Mirabel dont Airbus s’est engagé à maintenir les activités au moins jusqu’en 2041. En janvier 2019, l'usine Airbus de Mobile (Alabama) aux États-Unis commence à produire des A220 destinés au marché de ce pays. La chaîne de montage compterait 400 personnes et les livraisons débuteront en 2020 selon les prévisions de 2018. Le 19 mai 2020, Airbus inaugure la ligne d'assemblage final de l'A220 de Mobile qui étaient auparavant réalisés dans un bâtiment initialement destiné à la famille A320.
Voici la liste des fournisseurs en 2009 :
- Aernnova Aerospace (es) (Espagne) : caisson central ;
- Asco Industries (Belgique) : rails de becs de bord d'attaque et rails de volets[48] ;
- Pratt & Whitney : système de propulsion avec la nouvelle génération de moteur Pure Power TM série PW1000 ;
- Parker-Hannifin (États-Unis) : commande de vol ;
- Rockwell Collins (États-Unis): suite intégrée d'avionique pour le cockpit ;
- Woodward MPC (États-Unis) : système de manette des gaz ;
- Esterline Control Systems-Korry (États-Unis) : panneaux du cockpit ;
- Honeywell (États-Unis) : système de données inertielles et générateur auxiliaire (APU) ;
- Goodrich Corporation (États-Unis) : systèmes de données anémométriques électroniques, système de détection de givrage ;
- L-3 Aviation Recorders (États-Unis) : enregistreurs de vol (CVR et FDR) ;
- Hamilton Sundstrand (États-Unis) : génération et distribution électrique ;
- Kidde Aerospace & Defense (États-Unis) : système de protection d'incendie ;
- Zodiac Aerospace (et sa filiale C&D), absorbé en février 2018 par Safran[49] : systèmes intérieurs, sièges, finition, cabinet de toilette, systèmes d'oxygène, éclairage, eau potable et usée et toboggans d'évacuation ;
- Panasonic Avionics (États-Unis) : système de gestion de cabine ;
- Magnaghi & Salver (Italie) : systèmes de volets hypersustentateurs et aérofreins ;
- Parker Air & Fuel Div. (États-Unis) : système de balancement du carburant ;
- Liebherr-Aerospace Toulouse (France) : système de prélèvement d'air et de pressurisation ;
- Liebherr-Aerospace Lindenberg (Allemagne) : train d'atterrissage ;
- Meggitt (États-Unis) : roues et freins ;
- Michelin (France) : pneumatiques ;
- Spirit AeroSystems (États-Unis) : composantes des nacelles moteur ;
- Sonaca (Belgique) : bord d'attaque d'aile et becs de bord d'attaque.

## Usine d'assemblages
Historiquement, ces avions sont assemblés à Mirabel, près de Montréal, au Canada. Cependant, à la suite du rachat du programme par Airbus, une seconde chaîne a été installée à Mobile, en Alabama aux États-Unis,.

## Incidents ou accidents
Le 23 décembre 2024 un avion de ligne effectuant le vol SWISS LX1885 Bucarest-Zurich a effectué un atterrissage d'urgence à Graz en Autriche à la suite d'un problème technique et de la fumée dans le cockpit et la cabine. Un des membres d'équipage est décédé après une semaine passée aux soins intensifs. 12 passagers et 3 autres membres ont reçu des soins et contrôles sanitaires.